# Frederik Raben-Levetzau (forfatter)
 Der er flere personer med dette navn, se Frederik Raben-Levetzau.
Frederik "Freddie" Ivan Josias baron Raben-Levetzau (født 12. juni 1930 på Frederiksberg, død 12. september 2003) var en dansk lokalhistorisk og skønlitterær forfatter, bror til Irene Wedell.

## Liv og virke
Han var ældste søn af baron Johan Raben-Levetzau til Aalholm og Ida Marie "Misser" Ingeborg Konow, der var en datter af admiral Henri Konow, som stod for overdragelsen af de dansk-vestindiske øer til amerikanerne. På grund af en strid med faren arvede han ikke godset og ernærede sig i stedet som malermester. Ved farens død 1992 arvede halvbroren John Otto Raben-Levetzau Aalholm, men havde kun godset til 1995, hvor han på grund af dårlig økonomi var nødsaget til at sælge det til erhvervsmanden Stig Husted-Andersen.
Frederik Raben-Levetzau skrev gennem årene en række bøger og artikler om sin hjemegn Lolland-Falsters historie, kulturhistorie og landskaber og flere skønlitterære værker.
7. juni 1957 ægtede han i Tikøb Kirke Birgit Paula Jerichow (født 8. september 1933), datter af direktør Herbert Peter Andreas Jerichow og Eva Dessau. Parret fik to sønner og en datter.

### Romaner
- En konges dagbog, 1980.
- Kong Kristoffer XI. Optegnelser 1976-86, 1986.

### Faglitteratur
- Lolland, Falster, Møn, Gyldendal 1988.
- Danmarks aktive adel, Børsens Forlag 1996.